# Lekcja anatomii doktora Tulpa
Lekcja anatomii doktora Tulpa – obraz namalowany w 1632 przez holenderskiego malarza Rembrandta.

## Historia powstania
Dzieło powstało jako upamiętnienie publicznej sekcji zwłok – jednej z tych, których dokonywano co roku w Amsterdamie. Pokazy takie były w owym czasie popularne w całej Europie i gromadziły – poza ludźmi związanymi z medycyną – wiele żądnych wrażeń osób. Na płótnie przedstawiona jest sekcja zwłok złodzieja Adriaana Arisza przeprowadzona przez doktora Nicolaesa Tulpa (do publicznych sekcji używano zazwyczaj ciał zgładzonych przestępców; Arisz był sądzony za kradzież płaszcza, ale jako recydywistę skazano go na karę główną).

## Obraz
Obraz przedstawia doktora Tulpa tłumaczącego widzom szczegóły anatomiczne ludzkiej ręki. Dokładniej prezentuje on mięsień zginacz powierzchowny palców. Na obrazie nie pojawia się postać tzw. preparatora, którego zadaniem było przygotowanie ciała do pokazu anatomicznego. W owym czasie naukowiec tak ważny jak dr Tulp, nie zajmował się takim „podrzędnym” i dość krwawym zajęciem jak właściwa sekcja; dlatego obraz nie przedstawia również żadnych instrumentów służących do cięcia. Zamiast tego widzimy w prawym dolnym rogu wielką otwartą księgę – prawdopodobnie jest to De Humani Corporis Fabrica (1543) autorstwa Andreasa Vesaliusa.
W głębi obrazu, na ścianie, widnieje podpis artysty: Rembrandt f 1632. Świadczy on, że Rembrandt był już w tym czasie świadom swojej wartości jako artysty. Dodając do swojego imienia literę f (od łacińskiego słowa fecit), podpisywali obrazy wielcy mistrzowie, tacy jak: Tycjan, Rafael, Leonardo da Vinci, czy Michał Anioł. Wcześniej artysta podpisywał swoje obrazy sygnaturą RHL (Rembrandt Harmenszoon z Lejdy), bądź Rembrandt van Rijn.
Obraz nie jest realistycznym przedstawieniem sekcji zwłok, co Rembrandtowi wielokrotnie zarzucano. W rzeczywistości sekcję rozpoczynano zazwyczaj nie od ręki, ale od brzucha zmarłego. Prawdopodobnie malarz chciał uzyskać efekt mniej dramatyczny malując dzieło w taki właśnie sposób.